# Tiomolo
Tiomolo est une commune rurale située dans le département de Gbomblora de la province du Poni dans la région Sud-Ouest au Burkina Faso.

## Géographie
Tiomolo se trouve à environ 7 km au sud-est du chef-lieu Gbomblora et de la route nationale 11, menant à la Côte d'Ivoire.

## Santé et éducation
Le centre de soins le plus proche de Tiomolo est le centre de santé et de promotion sociale (CSPS) de Gbomblora tandis que le centre hospitalier régional (CHR) de la province se trouve à Gaoua.